# Aerobisk gymnastik

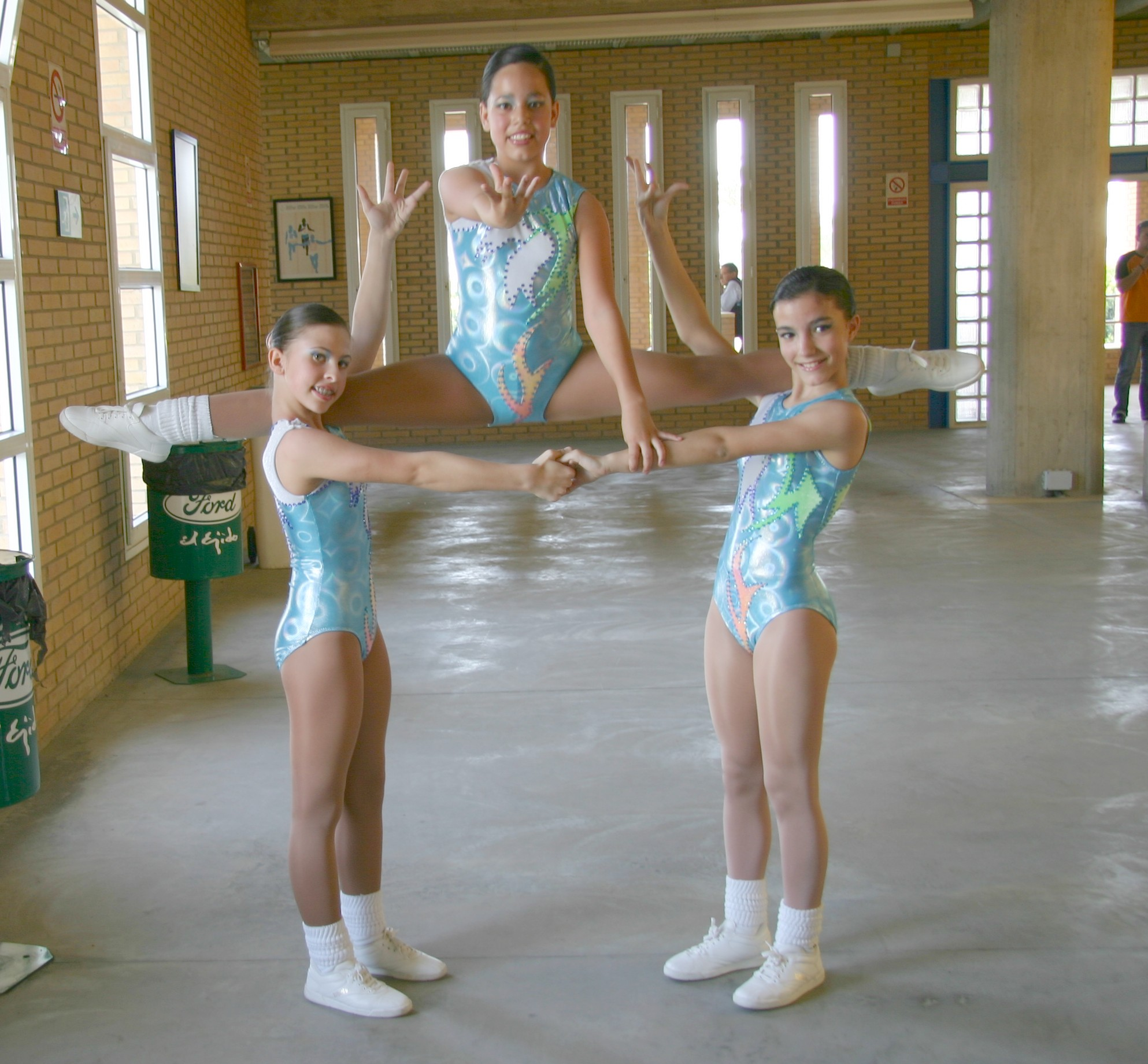
Tre flickor utövar aerobisk gymnastik.

Aerobisk gymnastik är en gren inom gymnastik. Enkelt förklarat är det en mix av gymnastik, aerobics och dans. Tävling sker i olika klasser och åldersgrupper. Gymnasten eller gymnasterna utför olika program, som ska visa upp stegkombinationer med hög intensitet, rörelse, flexibilitet och styrka, till musik. Grenen är en bedömningssport och domarna bedömer programmet (rutinen) artistiskt (musikalitet, koreografi, kreativitet etc.) och tekniskt samt efter svårighet. Aerobisk gymnastik har sitt ursprung i USA, där tävlingar i aerobics började hållas på 1980-talet. Grenen är en egen disciplin inom Internationella gymnastikförbundet (FIG) sedan 1994 och det första världsmästerskapet hölls 1995. International World Games Association (IWGA) erkänner grenen sedan 1997.
I VM-sammanhang är bland annat Kina, Rumänien, Frankrike, Spanien och Italien framstående nationer inom sporten.
Aerobisk gymnastik är en egen disciplin även inom Svenska Gymnastikförbundet, som är medlem i FIG. I Sverige är sporten en av de mista gymnastikdisiplinerna, med det finns klubbtävlingar, svenska cupen och svenska mästerskapen. Den första SM-tävlingen hölls 1992.

## Tävling
Alla regler och bedömningskriterier för internationella tävlingar i aerobisk gymnastik finns sammanfattade i FIG:s bedömningsreglemente Code of Points (CoP).
Enligt FIG:s bedömningsreglemente finns fyra olika åldersgrupper och sju olika tävlingsklasser. Skillnader görs mellan åldersgrupperna i fråga om tävlingsprogrammens svårighet och längd och alla åldersgrupper tävlar inte i alla klasser. Sammanfattningsvis har ungdomar och juniorer enklare och kortare tävlingsprogram än seniorer.
Åldersgrupperna enligt FIG:s bedömningsreglemente är:
- 9-11 år (National Development, nationella tävlingar)[4]
- 12-14 år (ungdom, internationella tävlingar)[4]
- 15-17 år (junior, internationella tävlingar)[4]
- 18 år och uppåt (senior, internationella tävlingar)[4]

För seniorer finns sju tävlingsklasser. Dessa är: individuell dam, individuell herr, par (mix, en kvinna och en man), trio (dam, herr eller mix), group (grupp med fem gymnaster, dam, herr eller mix), AeroDance och AeroStep (grupp med åtta gymnaster, dam, herr eller mix). Gymnasterna visar upp ett program som är 1 minut och 20 sekunder långt för individuella gymnaster och 1 minut och 25 sekunder långt för par, trio, group, AeroDance och AeroStep. En plus/minus tid om 5 sekunder för programmen är accepterat. Tävlingsytan för seniorer är 10x10 meter i alla tävlingsklasser.
För åldersgrupperna 15-17 och 12-14 år finns sex tävlingsklasser. Dessa klasser är de samma som för seniorer, med undantag för AeroStep, som dessa åldersgrupper inte tävlar i. Tävlingsytan för åldersgruppen 15-17 år är 10x10 meter och programtiden är 1 minut och 20 sekunder (plus/minus 5 sekunder) för alla tävlingsklasser. För åldersgruppen 12-14 år är tävlingsytan 7x7 meter för individuella gymnaster och 10x10 meter för par, trio, group och AeroDance och programtiden är 1 minut och 15 sekunder (plus/minus 5 sekunder) för alla tävlingsklasser.
För åldersgruppen 9-11 år finns fem tävlingsklasser: individuell flicka/pojke, par, trio och group. Tävlingsytan är 7x7 meter för individuella gymnaster, par och trio, och 10x10 meter för group (5 deltagare). Programtiden är 1 minut och 15 sekunder (plus/minus 5 sekunder) för alla tävlingsklasser.

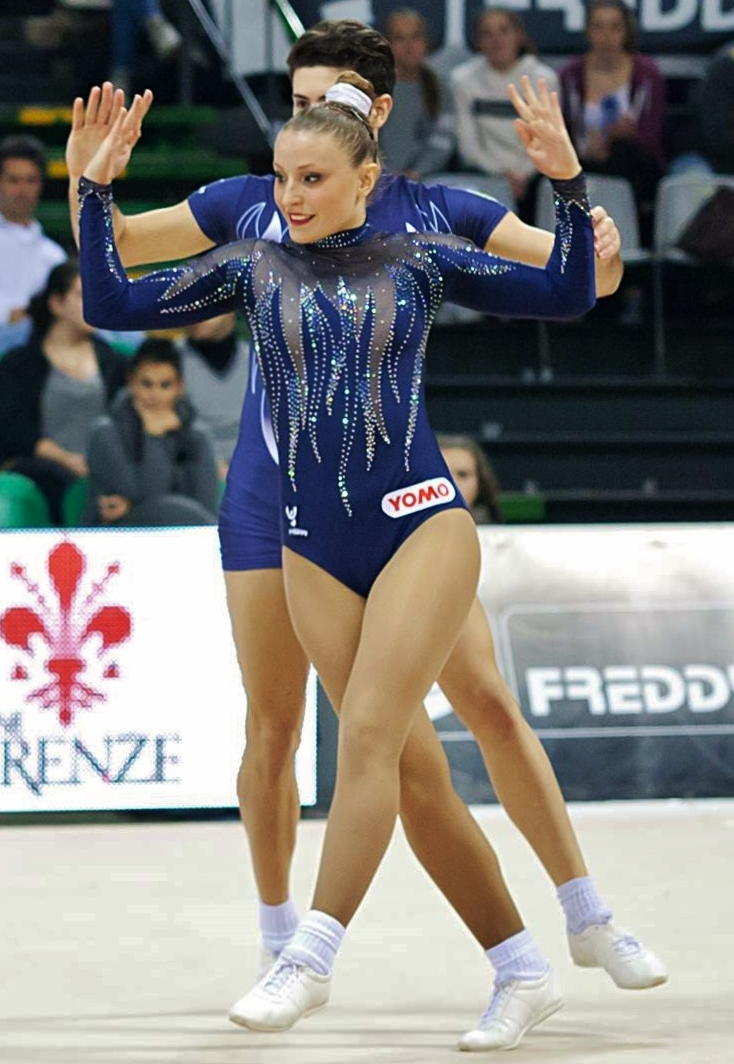
Michela Castoldi och Davide Donati från Italien, världsmästare 2016, 2018 och 2021 i aerobisk gymnastik i tävlingsklassen par.

### Bedömning
En tävlingsrutin, som det program tävlande gymnaster visar upp kallas, ska i aerobisk gymnastik innehålla sju grundsteg. Dessa sju grundsteg finns definierade i FIG:s bedömningsreglemente CoP och kallas march (eller walk), jog, skip, knee lift (eller knee), kick, jumping jack och lunge. Tävlingsrutinen ska även visa på olika så kallade element eller "svårigheter", efter engelskans "difficulty elements", som till exempel dynamisk styrka, statisk styrka, hopp och flexibilitet. Elementen delas in i tre huvudgrupper och flera undergrupper eller "familjer", baserat på fysiska egenskaper och likhet i teknik. För varje element finns kriterier som måste uppfyllas för att utförandet ska godkännas. Grundstegen får blandas med andra steg, som danssteg, och utöver de gymnastiska rörelser som utförs för att visa upp olika element tillåts ett visst inslag av akrobatik, som volter eller hjulningar, i rutinen. Syftet är att få olika svårighetsgrad och variation i programmen. Grunden i programmen och något som kännetecknar aerobisk gymnastik som sport ska dock vara utförandet av så kallade AMP (Aerobic Movement Patterns) som är en räkning (count) i musiken, där 8 counts räknas som en hel AMP. En AMP ska bestå av grundsteg tillsammans med armrörelser och får inte innehålla svårighetselement eller akrobatiska element.
Vilka och hur många element som ska ingå i en tävlingsrutin och antalet AMP varierar beroende på åldersgrupp och tävlingskategori. Ungdomar och barn får till exempel inte utföra alla element. Sporten går som helhet ut på att gymnasterna under rutinen skall visa så mycket styrka, smidighet, flexibilitet och kroppskontroll som möjligt. Utifrån programmets utformning och utförande sätts sedan en poäng av flera domare. Domarna bedömer rutinen artistiskt, tekniskt och efter svårighet. Bedömningsskalan är 0-10 för de två första kategorierna. Svårighetselementen bedöms enligt ett särskilt schema. Poängen från de tre kategorierna läggs sedan ihop till en totalpoäng.
Under artistiskt bedöms bland annat variationen i de olika grundstegen, armkombinationer, nivåer (sittande/liggande, stående och luft), rörelseriktningar samt att gymnasten utnyttjar hela tävlingsytan. Gymnasten bedöms även utifrån hur den rör sig i takt till musiken och att musiken passar med koreografin. Scennärvaron bedöms också här. 10 poäng är maximalt. 
Under tekniskt bedöms hur bra deltagaren utför själva rutinens steg och övningar samt andra saker relaterade till kroppskontroll, som dennes kroppshållning, sträckta vrister och kontrollerade armrörelser, med mera. Även här ges maximalt 10 poäng. 